# Écriture scénique
Pour les articles homonymes, voir Scénique.
Écriture scénique est un terme lié à la mise en scène d’une œuvre dramatique. Il s’agit de la transposition de l’écriture dramatique sur scène. La façon d'utiliser l'appareil théâtral pour mettre en scène les personnages, le lieu et l'action qui s'y déroule.
Les Cahiers de régie de Constantin Stanislavski sont l'exemple de la mise en place de l'écriture scénique, encore prise à l'époque entre la régie et la mise en scène.
Roger Planchon est le premier à utiliser le mot, en 1961, au cours d'une conversation enregistrée:

« La leçon de Brecht, théoricien du théâtre, c'est d'avoir déclaré: une représentation forme à la fois une écriture dramatique et une écriture scénique; mais cette écriture scénique — il a été le premier à le dire, cela me paraît très important — a une responsabilité égale à l'écriture dramatique et, en définitive, un mouvement sur une scène, le choix d'une couleur, d'un décor, d'un costume, etc., engage une responsabilité complète. L'écriture scénique est totalement responsable, de la même façon qu'est responsable l'écriture en soi, je veux dire l'écriture d'un roman ou l'écriture d'une pièce. »

— Roger Planchon, 1961